# リモートデスクトップ
リモートデスクトップ（英: remote desktop）とは手元のコンピュータからネットワークで接続された他のコンピューターのGUIやデスクトップ環境を操作する技術の総称である。PC遠隔操作ソフトやリモートコントロールソフトという呼び名も存在する。

## 概要

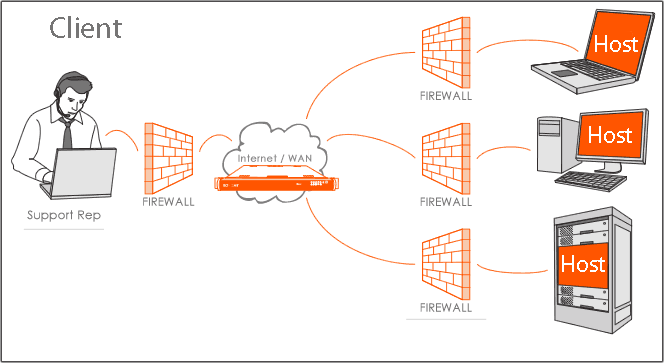
リモートアクセスの例。クライアント（左）はインターネットを介して遠隔地にあるホストコンピュータ（右、上からノートパソコン、デスクトップパソコン、サーバ）にアクセスしている。それぞれにファイアウォールを設けてセキュリティを確保している。

リモートアクセスは、インターネットまたは他のネットワークを介して接続された別のデバイスを使用したコンピューターのリモートコントロールとしても説明できる。これは、多くのコンピューターメーカーや大企業のヘルプデスクで、顧客の問題の技術的なトラブルシューティングのために広く使用されている。
リモートデスクトップソフトウェアは、ローカルコンピューター（クライアント）からのマウスとキーボードの入力をキャプチャし、リモートコンピューター（サーバー）に送信する。リモートコンピューターは、表示コマンドをローカルコンピューターに送信する。多くのビデオや3Dモデルを含むグラフィックを扱うアプリケーションをリモートで制御する必要がある場合、ディスプレイコマンドではなくピクセルを送信するリモートワークステーションソフトウェアを使用して、ローカルのようなスムーズなエクスペリエンスを提供することが必要である。
リモートデスクトップ共有は、一般的なクライアント/サーバーモデルを通じて実現される。クライアント、いわゆるVNCビューアーはローカルコンピューターにインストールされ、ネットワークを介してリモートコンピューターにインストールされているサーバーコンポーネントに接続する。典型的なVNCセッションでは、クライアントが実際にエンドユーザーマシンでタスクを実行しているかのように、すべてのキーストロークとマウスクリックが登録される。
リモートデスクトップシナリオのターゲットコンピューターは、そのすべてのコア機能に引き続きアクセスできる。メインクリップボードを含むこれらのコア機能の多くは、ターゲットコンピューターとリモートデスクトップクライアント間で共有することができる。

## 用途
リモートデスクトップソフトウェアの主な用途は、リモート管理とリモート実装である。これは、ソフトウェアの購入者がソフトウェアベンダーから遠く離れている場合に使われる。
ほとんどのリモートアクセスソフトウェアは「ヘッドレスコンピューター」を管理するのに使用できる。
各コンピューターにモニター、キーボード、およびマウスをつける代わりに、あるいはKVMスイッチを使用する代わりに、モニター、キーボード、マウスをつけた1台のコンピューターでリモートコントロールソフトウェアをつかって多くのヘッドレスコンピューターを管理できる。
デスクトップ共有モードは、ユーザーサポートと教育に役立つ。電話通信と組み合わされたリモートコントロールソフトウェアは、サポートスタッフが実際にそこにいるかのように、初心者のコンピューターユーザーをサポートできる。
USBハードウェアデバイスに格納できるクラウドコンピューティングリモートデスクトップソフトウェアの出現により、ユーザーはネットワークまたはインターネットに接続された任意のPCにUSBデバイスを挿入し、クラウド上のデスクトップに接続できる。
このモデルは、ユーザーがリモートでアクセスしたいときにローカルコンピューターの電源をオンにする必要があるリモートデスクトップソフトウェアの問題を回避できる。（C2S VPNをサポートするルーターとWake on LAN機器を使用すると、LANに接続されていない場合にインターネット経由でルーターと仮想プライベートネットワーク（VPN）接続を確立し、ルーターに接続されたコンピューターのスイッチをオンにして、それに接続できる。）
リモートデスクトップ製品は、ホストサービス、ソフトウェア、アプライアンスの3つのモデルで利用できる。

## 主なソフトウェア
X.Org Server
X Window Systemの実装であり、Unix系で広く使われている。
X Window System コアプロトコルに基づく。OpenGLベースのアプリケーションにもGLXで対応している。
Virtual Network Computing (VNC)
オープンソースで開発されており、様々なプラットフォーム向けの様々な派生が開発されている。
Unix系においてOpenGLベースのアプリケーションに対応するものとしてはx11vncやTurboVNC (VirtualGLのX Proxyとの組み合わせ) などが存在する。
ConnectWise Control
リモートサポート、リモートミーティング、リモートアクセス３つの機能を提供するオールインワンのソリューション。クラウド版とオンプレミス版がある。
MagicConnect（マジックコネクト）
NTTテクノクロス製のリモートデスクトップ製品。
TeamViewer
リモートデスクトップ。個人用は無料。
RemoteView
RSUPPORT製のリモートデスクトップ製品。
Apple Remote Desktop (ARD)
macOS向けリモート管理ソフト。ベースは前述のVNCであり、拡張が加えられている。
リモート デスクトップ サービス (RDS) / リモートデスクトップ接続 (RDC)
Windowsのリモートデスクトップ。Remote Desktop Protocol (RDP) を使用する。主にWindows同士で使われる（公式クライアントはmacOS版もあるほか、rdesktop や FreeRDP などの互換クライアントもある）が、サウンドがサポートされていたり、Windowsに特化しているためにネットワーク負荷が低く描画精度が高いといったメリットがある。 リモートGPUにもRemoteFXで対応していたが廃止された。全てのWindowsは操作する側として機能するものの、Proエディション以上のみがGUIを操作される側になれる。Windows Remote DesktopでのOpenGLアクセラレーションにはNVIDIA Quadro GPUが対応しており、NVIDIA GeForce GPUも独自ツールで対応している。
またRDPはVirtualBoxのゲストを操作するプロトコルとしても利用されている（ホスト側に無償のExtension Packの導入が必要）。VirtualBoxのゲストOSとして構築できれば、VNC等も含めたリモートログインソフトウェアがサポートしていない過去のOSやマイナーなOS等でも、ゲストOS側の対応不要で容易にリモート接続を提供することができる。
WinShare
日本電気 (NEC) 製のリモート操作ソフトウェア。
LAPLINK
インターコム製のリモートデスクトップ製品。
Symantec pcAnywhere
シマンテックのリモートデスクトップ製品。Windows、Linux、macOSに対応。専用クライアントソフトを使う他、Javaによりウェブブラウザからコントロールする事もできる。このクライアントは圧縮された画面出力の信号を受信する形式のため、接続後に対象機器へのログインがさらに必要となるほか、pcAnywhere 経由での同一機器への接続が 1 ユーザに限られることから排他制御が必要になる場合に有効である。
Citrix
プロトコルはCitrix Independent Computing Architecture (ICA)。3DアプリケーションにもHDX 3Dで対応している。
Chrome リモート デスクトップ
Google Chromeの拡張機能とAndroidアプリで使用できるフリーウェアのリモートデスクトップツールである。Windows、macOS、Linux、Androidで使用できる。
RD Client
Splashtop
リモートデスクトップ。個人用は無料。
法人・商用のクラウドサービス版「Splashtop Business」、オンプレミス版「Splashtop Enterprise」なども存在する。
LogMeIn
リモートデスクトップ。
NoMachine
リモートデスクトップ。OpenGLベースのアプリケーションにはVirtualGLの有効化が必要となる。オープンソースの互換クライアントであるOpenNXも存在する。
Parsec
ゲームのために最適化された高速なリモートデスクトップソフトウェア。
NW Remote
NHKとRATHで共同開発された閉域網に特化したリモートデスクトップ。
Verethragna
RATHにより開発されたWindows用リモートデスクトップ。個人利用は無償。